# 1923年中国
| 中国历史 / 中国历史年表                                                                                                   |
| 世紀： 19世纪中国 / 20世纪中国 / 21世纪中国                                                                               |
| 年代： 1890年代中国 / 1900年代中国 / 1910年代中国 / 1920年代中国 / 1930年代中国 / 1940年代中国 / 1950年代中国大陆         |
| 年份： 1919年中国 / 1920年中国 / 1921年中国 / 1922年中国 / 1923年中国 / 1924年中国 / 1925年中国 / 1926年中国 / 1927年中国 |
| 纪年： 癸亥年（猪年）、中华民国12年                                                                                       |

## 政府
- 大總統：黎元洪→曹錕

## 大事記

### 1月
- 1月1日——孫中山在上海發表《中國國民黨宣言》，宣布對時局之主張與民族、民權、民生政策[1]:1663。
- 1月26日——孫中山通電各大軍閥，重申其自願裁軍的計劃，另外再提議委請列強出任第三方代表團；代表團負責監督裁軍，也負責籌募、運作用於國家經濟及政治改造的國際基金[2]:320-321。

### 2月
- 2月1日——孫中山分函各路將領何成濬等，促彼等迅速討伐沈鴻英[1]:1678。

### 3月
- 3月1日——孫中山特任朱培德為廣州政府大本營參軍長兼大本營鞏衛軍司令[1]:1695。

### 4月
- 4月1日——中國國民黨廣東支部正式恢復[1]:1709。

### 5月
- 5月1日——廣東討賊聯軍占領軍田、銀盞坳[1]:1723。

### 6月
- 6月1日——孫中山赴東江前敵督師，出巡期間派胡漢民代行大元帥職權，同日孫急調朱培德部主力前往東江增援[1]:1737。

### 7月
- 7月1日——粵東江討賊聯軍攻克永湖、淡水，陳炯明軍退平山（今惠東）[1]:1750。

### 8月
- 8月1日——中國共產黨發出《對於時局之主張》，指出軍閥勢力與列強相勾結是中國危機四伏之根本原因[1]:1765。

### 9月
- 9月1日——孫中山命令到達東江石龍各軍及抵蘇村之福軍、滇軍攻擊前進[1]:1781。

### 10月
- 10月1日——廣東省長廖仲愷、滇軍總司令楊希閔、東路討賊軍總司令許崇智、西路討賊軍總司令劉震寰聯名通電反對曹錕賄選，指責「曹錕以金錢勾結非法議員，準備大選，希圖盜竊名位」[1]:1795。
- 10月5日——曹錕當選大總統。
- 10月10日——曹錕就任大總統。

### 11月
- 11月1日——曹錕特任周蔭人為蔭威將軍，孟昭月、張俊峰、梁克發為將軍府將軍[1]:1817。

### 12月
- 12月1日——孫中山令楊希閔、譚延闓轉飭所屬，將廣東北江各軍隊所封用各鹽船，一律即行交回鹽商收管應用，庶便運銷而裕餉源[1]:1840。